# La piccola parrocchia
La piccola parrocchia è un film del 1923 diretto da Mario Almirante.

## Trama
La giovane trovatella Lidia è diventata moglie di un ricco, ma imbelle, nobile. Con loro vive la madre di lui, una austera signora di un villaggio sperduto tra i monti, che non dimentica di ricordare a Lidia la sua umile nascita. I continui rimproveri della suocera e la passativa del marito spingono Lidia alla ribellione. Lo tradisce e fugge lontano con un libertino del paese, credendo di trovare una nuova felicità. La suocera, colta dal pentimento, una sera, uscendo dalla piccola e umile parrocchia del paese, decide di ritrovare Lidia per ricondurla dal marito. Nel frattempo però, il giovane libertino, ritornato in paese, viene ritrovato ucciso in aperta campagna. I sospetti si indirizzano subito verso la possibile vendetta del marito tradito...

## Produzione
Tratto dal romanzo La petite Paroisse (1895) di Alphonse Daudet, il film ottenne il visto censura n. 17822 il 28 febbraio 1923.

Una versione restaurata di 78 minuti è stata presentata al festival cinematografico Il cinema ritrovato del 2008.

## Critica

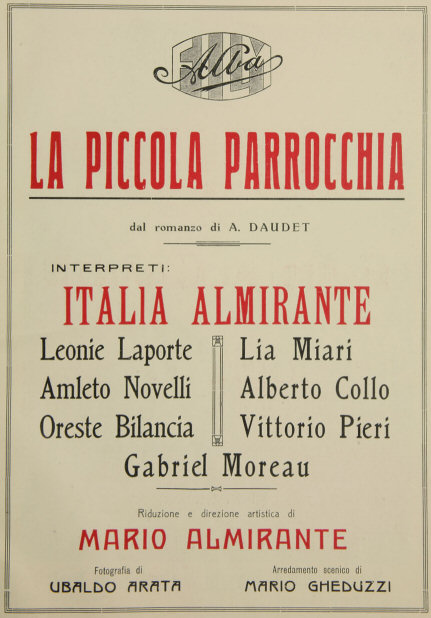
Flano cinematografico su una rivista dell'epoca

Elle. Gi. in La vita cinematografica del 15 aprile 1923: « Uno di quei romanzi profondamente umani, finemente psicologici,
della miglior scuola francese, dove l'azione non è inventata per raccontare piacevolmente un fatto, ma per poter legare e permettere uno studio acuto di caratteri, per sviscerare il cozzo di passioni che da tali caratteri derivano [...]. Nella forzata sintesi psicologica del cinematografo, dove tutta l'esplicazione di un carattere si riduce a qualche dozzina di parole nelle didascalie, la maggior parte dei pregi del romanzo se ne va perduta irremissibilmente, e non rimane che l'azione, molte volte di per sé scialba e banale, o illogica, quale appare dallo scarno riassunto delle premesse che portano alla conclusione [...].
La piccola parrocchia risente di questo squilibrio profondo tra romanzo e film, di questa... antitesi, per cui, come trama, il film vale... per quello che vale, mentre il romanzo è tra i migliori della letteratura francese contemporanea [...]. Con tutto ciò noi non vogliamo affatto diminuire i meriti di Mario Almirante: neppure lui può sbattere la testa al muro, colla illusione di
spaccare i mattoni. Ammessa la scelta del soggetto, diremo che, anzi, difficilmente avrebbe potuto fare di più e di meglio [...]. Di Italia Almirante Manzini [...], da un lato riconosciamo in lei la linea di una buona attrice, la signorilità del gesto, la padronanza della scena, un fascino, anche, tutto speciale che da lei emana e dai suoi occhi metallici e penetranti [...]; dal lato opposto ci lascia freddi e perplessi. Ella ama l'enigma, la sfinge: e le donne sfingee, le donne fatali appartengono ad un genere letterario ormai sorpassato. E non adatta sé al personaggio, ma foggia il personaggio a propria immagine e somiglianza [...].